# All of My Mind
All of My Mind es el álbum debut de estudio de Kōji Wada, el cantante japonés. Publicado el día 5 de diciembre de 2001. Music Publisher es el índice, distribuidor de la disquera King Records (NECA-30052).

## Resumen
El surgimiento de un total de 12 canciones y el título de su acoplamiento único de cinco, además de las canciones "Modern Love", "Remaining a Girl" (少女のままで Shōjo no Mama De), etc. Hay una canción e introducción del tema de "Digimon", la serie, muchos de ellos se han convertido en lo cercano al mejor álbum de clases.

## Lista de canciones
Todas las letras escritas por Kōji Wada.

| N.º | Título | Música                                 | Arreglistas(s)                | Duración |  |
| 1.  | «Starting Over» | Kōji Wada, Hidenori Chiwata            | Makoto Takō                   | 4:27     |  |
| 2.  | «Butter-Fly» (Canción de apertura de la serie "Digimon Adventure")                                                           | Hidenori Chiwata                       | Cher Watanabe                 | 4:14     |  |
| 3.  | «Wind (風 Kaze)» (c/w The Biggest Dreamer)                                                                                   | Kōji Wada, Kaoru Okubo, Hiroshi Yamada | Cher Watanabe, Hiroshi Yamada | 3:54     |  |
| 4.  | «Smile (笑顔 Egao)» (c/w The Biggest Dreamer)                                                                                | Kōji Wada                              | Michihiko Ohta                | 5:14     |  |
| 5.  | «Seven» (c/w Butter-Fly) | Kōhei Koyama                           | Cher Watanabe                 | 4:13     |  |
| 6.  | «Target (Red Crash) (ターゲット～赤い衝撃～ Target ~Akai Shōgeki~)» (Canción de apertura de la serie "Digimon Adventure 02") | Yū Matsuki, Michihiko Ohta             | Michihiko Ohta                | 4:26     |  |
| 7.  | «Remaining a Girl (少女のままで Shōjo no Mama De)»                                                                           | Kōji Wada, Michihiko Ohta              | Michihiko Ohta                | 4:27     |  |
| 8.  | «Because I'm Me (僕は僕だって Boku wa Boku Datte)» (c/w Target (Red Crash))                                                  | Yū Matsuki, Michihiko Ohta             | Cher Watanabe                 | 4:13     |  |
| 9.  | «Say Again» (c/w Starting Over)                                                                                              | Kōji Wada, Michihiko Ohta              | Michihiko Ohta                | 4:21     |  |
| 10. | «The Future of Your Color (Dream) (君色の未来 (ゆめ) Kimi-iro no Mirai (Yume))» (c/w Honō no Overdrive)                      | Kōji Wada                              | Cher Watanabe                 | 4:40     |  |
| 11. | «The Biggest Dreamer» (Canción de apertura de la serie "Digimon Tamers")                                                     | Hiroshi Yamada, Michihiko Ohta         | Michihiko Ohta                | 3:51     |  |
| 12. | «Modern Love» | halta, Makoto Takō                     | Makoto Takō                   | 6:20     |  |

- Datos: Q3266944